# Wolfgang Hoffmann (Maueropfer)
Wolfgang Hoffmann (* 1. September 1942 in Berlin; † 15. Juli 1971 ebenda) war ein Opfer der DDR-Diktatur.

## Leben

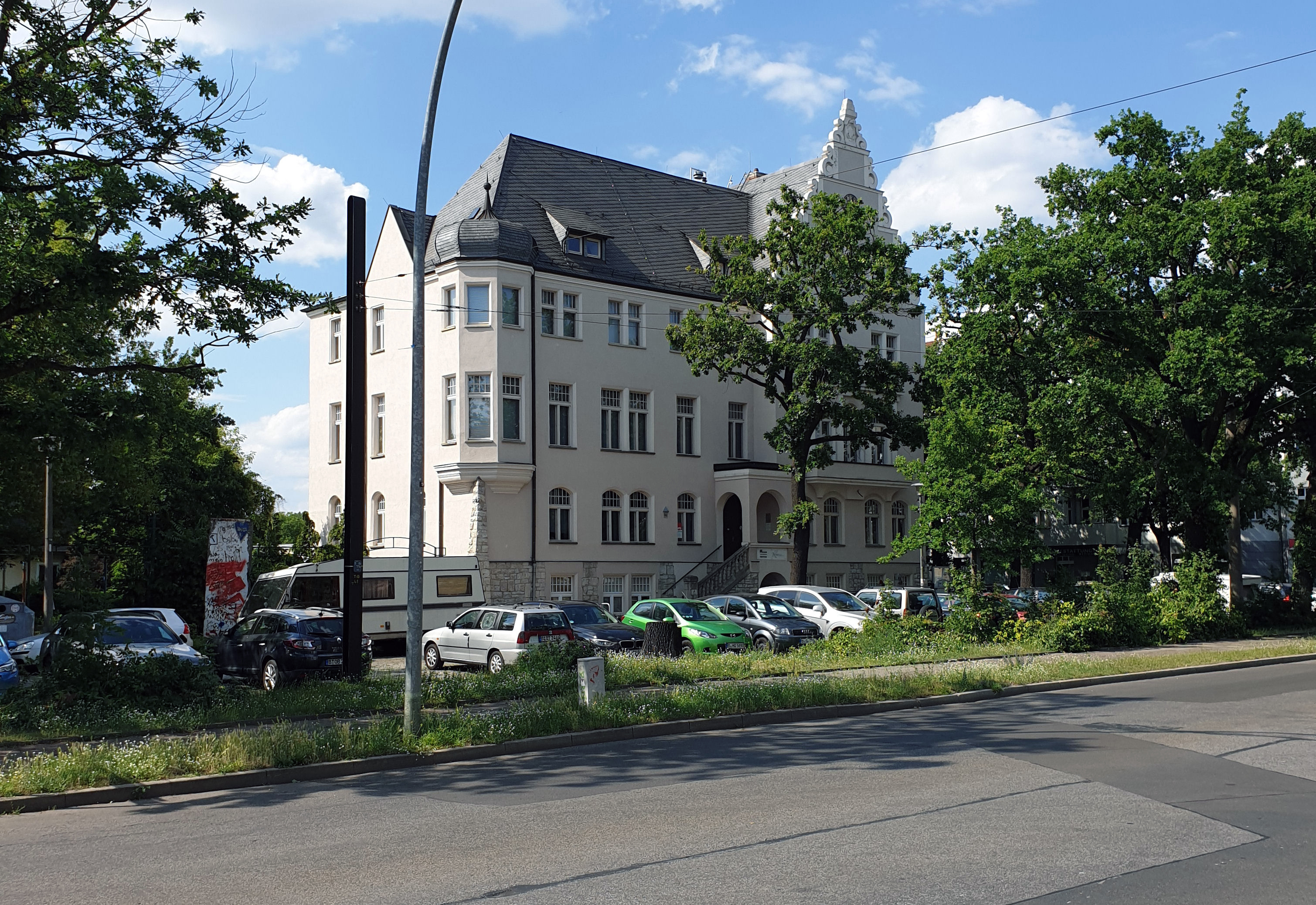
Ehemalige Volkspolizei-Inspektion am Sterndamm 102, in Berlin-Johannisthal

Wolfgang Hoffmann wuchs mit seinem älteren Bruder Peter bei ihrer Mutter in Berlin-Johannisthal auf. Ihr Vater kehrte nicht aus dem Zweiten Weltkrieg zurück. Nach der Schule absolvierte er eine Lehre zum Dreher und bildete sich anschließend zum Werkzeugmacher fort. Elf Tage nach dem Mauerbau floh er am 24. August 1961 mit einem Kollegen nach West-Berlin. Die Volkspolizei leitete Ermittlungen gegen ihn ein und bekam ein Jahr später einen Haftbefehl gegen Hoffmann. Über sein Leben in West-Berlin gibt es wenige Informationen.
Am 14. Juli 1971 beschloss er, vermutlich angetrunken, seine Mutter in Ost-Berlin aufzusuchen. Damals konnten West-Berliner nicht nach Ost-Berlin einreisen. Trotzdem versuchte Wolfgang Hoffmann über den Bahnhof Friedrichstraße den Übertritt. Als er seinen Ausweis den Grenzern aushändigte, gab er sein Vorhaben auf und versuchte sich der weiteren Kontrolle zu entziehen, was misslang. Er wurde wegen seiner Flucht aus der DDR immer noch gesucht und festgenommen. Die Behörden brachten ihn in die Volkspolizei-Inspektion in Berlin-Treptow, wo er die Nacht in einer Zelle verbrachte. Am nächsten Morgen wurde er gegen 8 Uhr zur kriminaltechnischen Untersuchung abgeholt. Aus dem Untersuchungsraum im zweiten Stockwerk des Gebäudes sprang Wolfgang Hoffmann durch das geschlossene Fenster. Schwer verletzt von dem Zehn-Meter-Sprung verstarb er auf dem Weg ins Krankenhaus. Die Volkspolizei ging von einem Unfall und nicht von einem Selbstmordversuch aus.
Das Ministerium für Staatssicherheit beschloss, den Vorfall zu verheimlichen, um die innerdeutschen Beziehungen und anstehende Verhandlungen der Alliierten nicht zu gefährden. Die beteiligten Mitarbeiter wurden zur Verschwiegenheit verpflichtet und überwacht. Der Totenschein wurde beseitigt und durch einen gefälschten ersetzt. Für die Mutter erfand das MfS die Legende, Wolfgang Hoffmann habe sich unter erheblichem Alkoholeinfluss selbst das Leben genommen. Nähere Angaben zu den Todesumständen wurden ihr nicht gemacht. Auch gegenüber Peter Hoffmann wiederholte ein getarnter MfS-Mitarbeiter – in den Räumen der Staatsanwaltschaft in der Littenstraße – die Legende, fügte aber hinzu, dass die Leiche im Grenzgebiet gefunden worden sei. Peter Hoffmann ging bis zur Wiedervereinigung davon aus, dass sein Bruder erschossen wurde. Durch die Öffnung der DDR-Archive erfuhr er dann die wirklichen Todesumstände.
Wolfgang Hoffmanns Leiche wurde im Krematorium des Friedhofs Baumschulenweg eingeäschert, bevor die Familie ihn identifizieren konnte. Zu der Beisetzung durfte die Familie nur engste Angehörige einladen.